# Agapetus oblongatus
Agapetus oblongatus är en nattsländeart som beskrevs av Martynov 1913. Agapetus oblongatus ingår i släktet Agapetus och familjen stenhusnattsländor. Inga underarter finns listade i Catalogue of Life.